# László Foltán (1953)
László Foltán (Budapest, 25 de mayo de 1953) es un deportista húngaro que compitió en piragüismo en la modalidad de aguas tranquilas. Es padre del también piragüista László Foltán jr..
Participó en los Juegos Olímpicos de Moscú 1980, obteniendo una medalla de oro en la prueba de C2 500 m. Ganó cuatro medallas en el Campeonato Mundial de Piragüismo entre los años 1977 y 1982.

## Palmarés internacional
| Juegos Olímpicos   | Juegos Olímpicos         | Juegos Olímpicos  | Juegos Olímpicos |
| Año                | Lugar                    | Medalla           | Competición      |
| ------------------ | ------------------------ | ----------------- | ---------------- |
| 1980               | Moscú (URSS)             | Medalla de oro    | C2 500 m         |
| Campeonato Mundial |                          |                   |                  |
| Año                | Lugar                    | Medalla           | Competición      |
| 1977               | Sofía (Bulgaria)         | Medalla de oro    | C2 500 m         |
| 1978               | Belgrado (Yugoslavia)    | Medalla de oro    | C2 500 m         |
| 1981               | Nottingham (Reino Unido) | Medalla de oro    | C2 500 m         |
| 1982               | Belgrado (Yugoslavia)    | Medalla de bronce | C2 500 m         |